# Victoria, Veracruz
Victoria är en ort i Mexiko.   Den ligger i kommunen Omealca och delstaten Veracruz, i den sydöstra delen av landet, 270 km öster om huvudstaden Mexico City. Victoria ligger 310 meter över havet och antalet invånare är 139.
Terrängen runt Victoria är platt åt nordost, men åt sydväst är den kuperad. Terrängen runt Victoria sluttar österut. Runt Victoria är det ganska tätbefolkat, med 100 invånare per kvadratkilometer. Närmaste större samhälle är Cuitláhuac, 11,3 km norr om Victoria. Trakten runt Victoria består till största delen av jordbruksmark.